# 파랄 (칠레)
파랄(스페인어: Parral)는 칠레 마울레 주 리나레스 현의 코무나이다.